# Râul Delice
Râul Delice (în turcă Delice Irmağı, în greacă veche Καππάδοξ) este principalul râu din Cappadocia (Anatolia, Turcia). Se varsă în râul Kızılırmak (Halys) la 40°28′N 34°08′E / 40.47°N 34.14°E înainte de a se vărsa în Marea Neagră.